# Life Goes On (canción de Oliver Tree)
«Life Goes On» —en español: «La vida sigue»— es una canción del cantautor estadounidense Oliver Tree. Fue lanzado el 28 de mayo de 2021, a través de Atlantic Records, como el segundo sencillo de la versión de lujo de su álbum de estudio debut, Ugly Is Beautiful (2020).

## Letra
Tree declaró en una entrevista que «Life Goes On» trata sobre "una relación problemática en la que una persona trata mal a la otra. No debería perder el tiempo con personas tóxicas". La canción está escrita en clave de do mayor, con un tempo de 80 pulsaciones por minuto.

## Video musical
El video musical fue dirigido y producido por Oliver Tree, y fue publicado a su canal oficial de YouTube el 28 de mayo de 2021.

## Posicionamiento en listas
| Listas (2021–2022)                             | Mejor posición |
| ---------------------------------------------- | -------------- |
| Australia (ARIA)                               | 34             |
| Austria (Ö3 Austria Top 40)                    | 24             |
| Alemania (Official German Charts)              | 54             |
| Canadá Canadian Hot 100                        | 46             |
| Estados Unidos (Mainstream Top 40) (Billboard) | 31             |
| Estados Unidos Adult Top 40 (Billboard)        | 36             |
| Estados Unidos Billboard Hot 100 (Billboard)   | 71             |
| (Global 200) (Billboard)                       | 26             |
| Hungría (MAHASZ)                               | 28             |
| India (IMI)                                    | 12             |
| Irlanda (IRMA)                                 | 33             |
| Lituania (AGATA)                               | 10             |
| Noruega (VG-lista)                             | 14             |
| Países Bajos (Mega Single Top 100)             | 95             |
| Nueva Zelanda (Recorded Music NZ)              | 24             |
| Portugal (AFP)                                 | 38             |
| Sudáfrica (RISA)                               | 80             |
| Suecia (Sverigetopplistan)                     | 63             |
| Suiza (Schweizer Hitparade)                    | 34             |
| Reino Unido (UK Singles Chart)                 | 33             |

| Lista (2021)                                              | Posición |
| --------------------------------------------------------- | -------- |
| Estados Unidos (Hot Rock & Alternative Songs) (Billboard) | 56       |

## Certificaciones
| País    | Organismo certificador | Certificación | Ventas certificadas | Ref.   |
| ------- | ---------------------- | ------------- | ------------------- | ------ |
| Austria | IFPI Austria           | Oro           | 15 000              | [ 27 ] |
| Brasil  | Pro-Música Brasil      | 3× Platino    | 120 000             | [ 28 ] |
| Canadá  | Music Canada           | Oro           | 40 000              | [ 29 ] |
| Polonia | ZPAV                   | Oro           | 25 000              | [ 30 ] |

## Realización histórica
| Región | Fecha                 | Formato                | Disquera         | Ref.  |
| ------ | --------------------- | ---------------------- | ---------------- | ----- |
| Italia | 22 de octubre de 2021 | Contemporary hit radio | Atlantic Records | [ 1 ] |